# تریومف اسپایت‌فایر
ترایمف اسپیت‌فایر (Triumph Spitfire) خودرویی است که در سال‌های ۱۹۶۲ تا ۱۹۸۰تولید شده‌است. سیستم جعبه‌دندهٔ آن ۴ دنده به صورت دستی است.

## نگارخانه

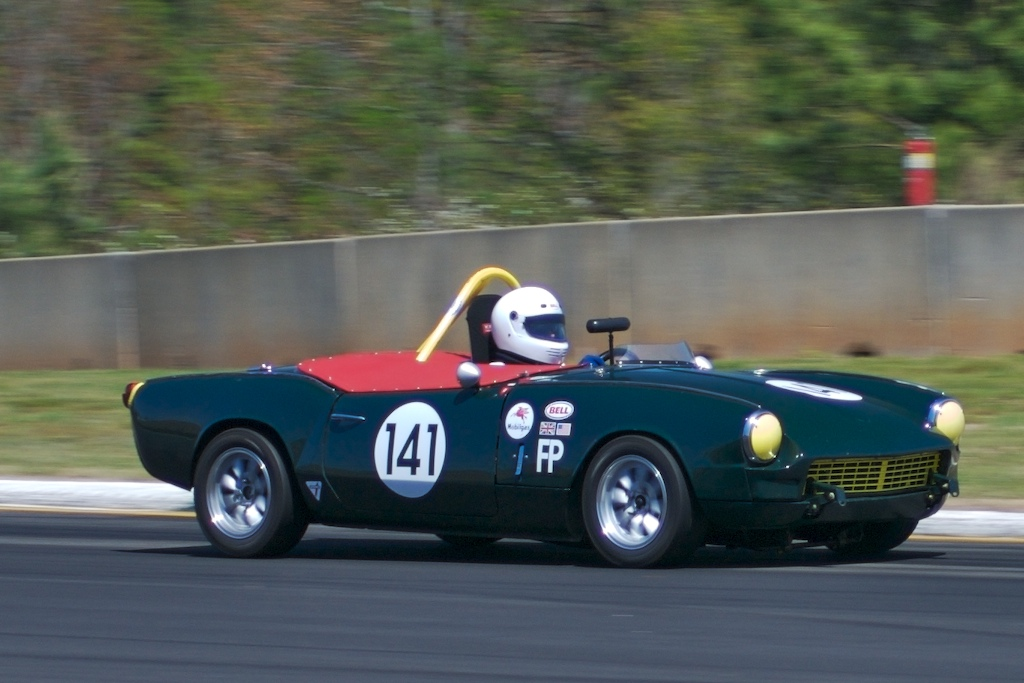
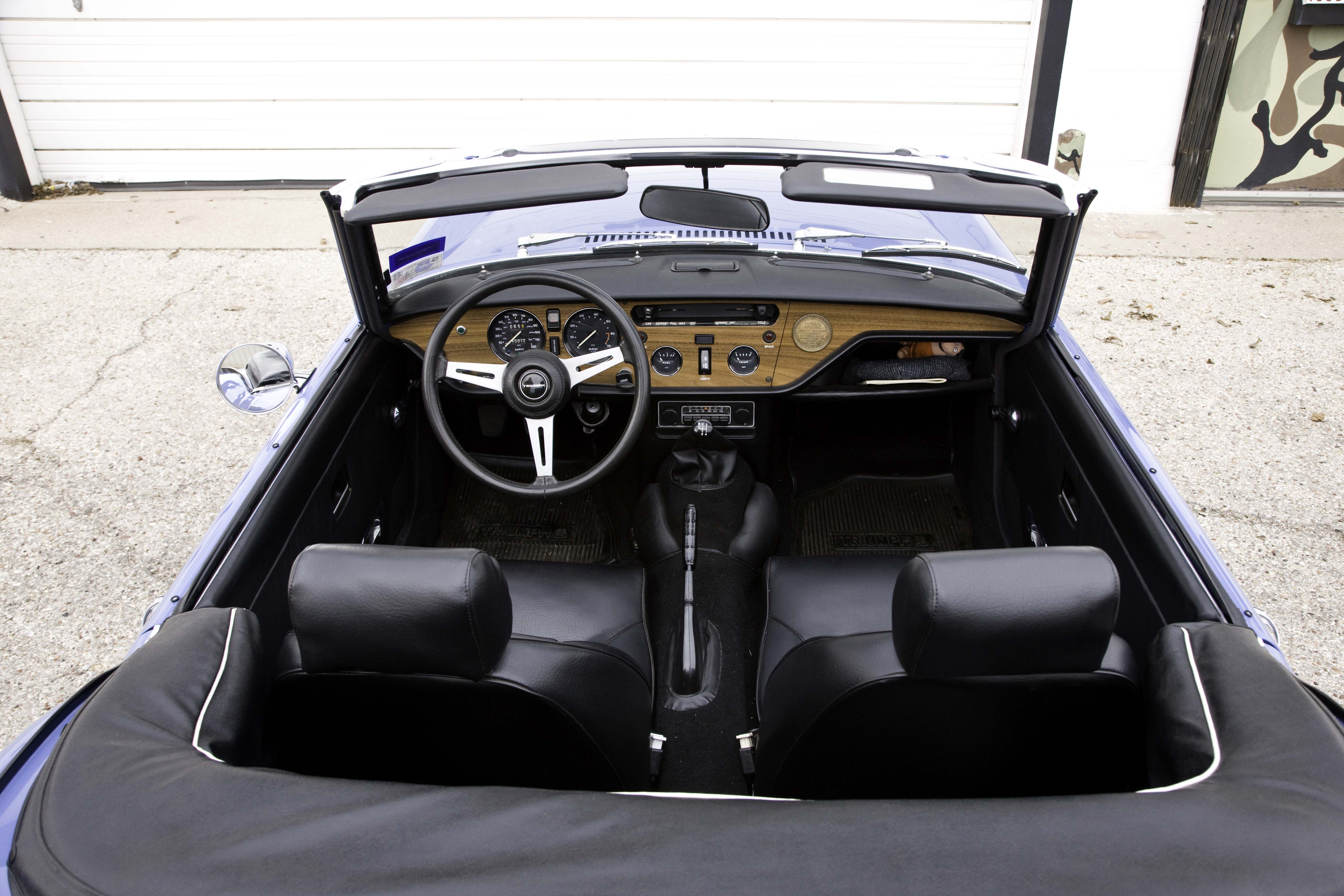
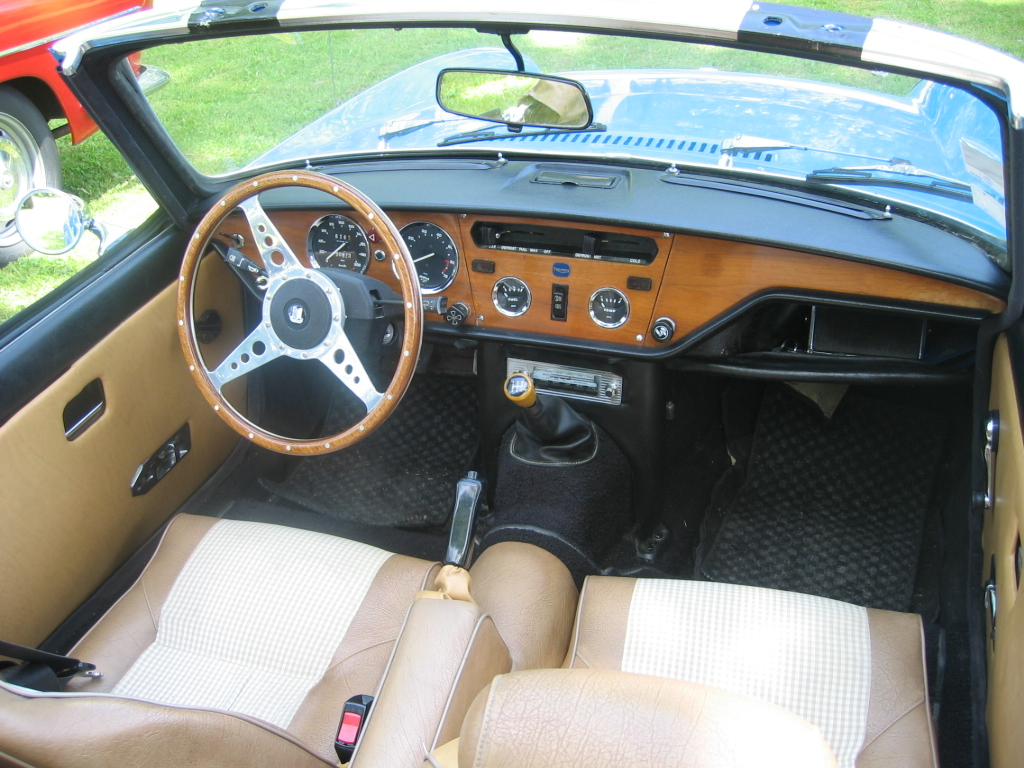
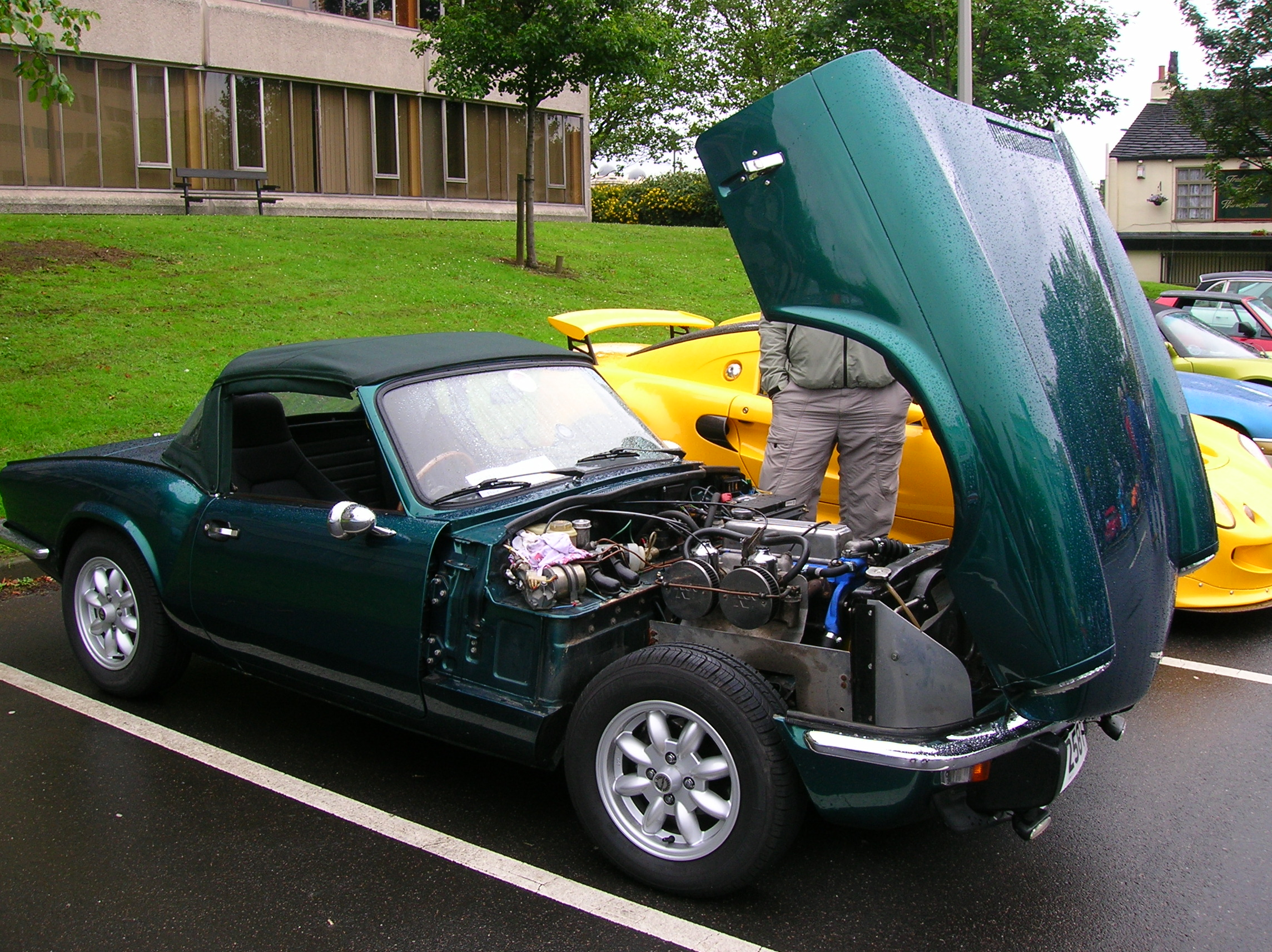
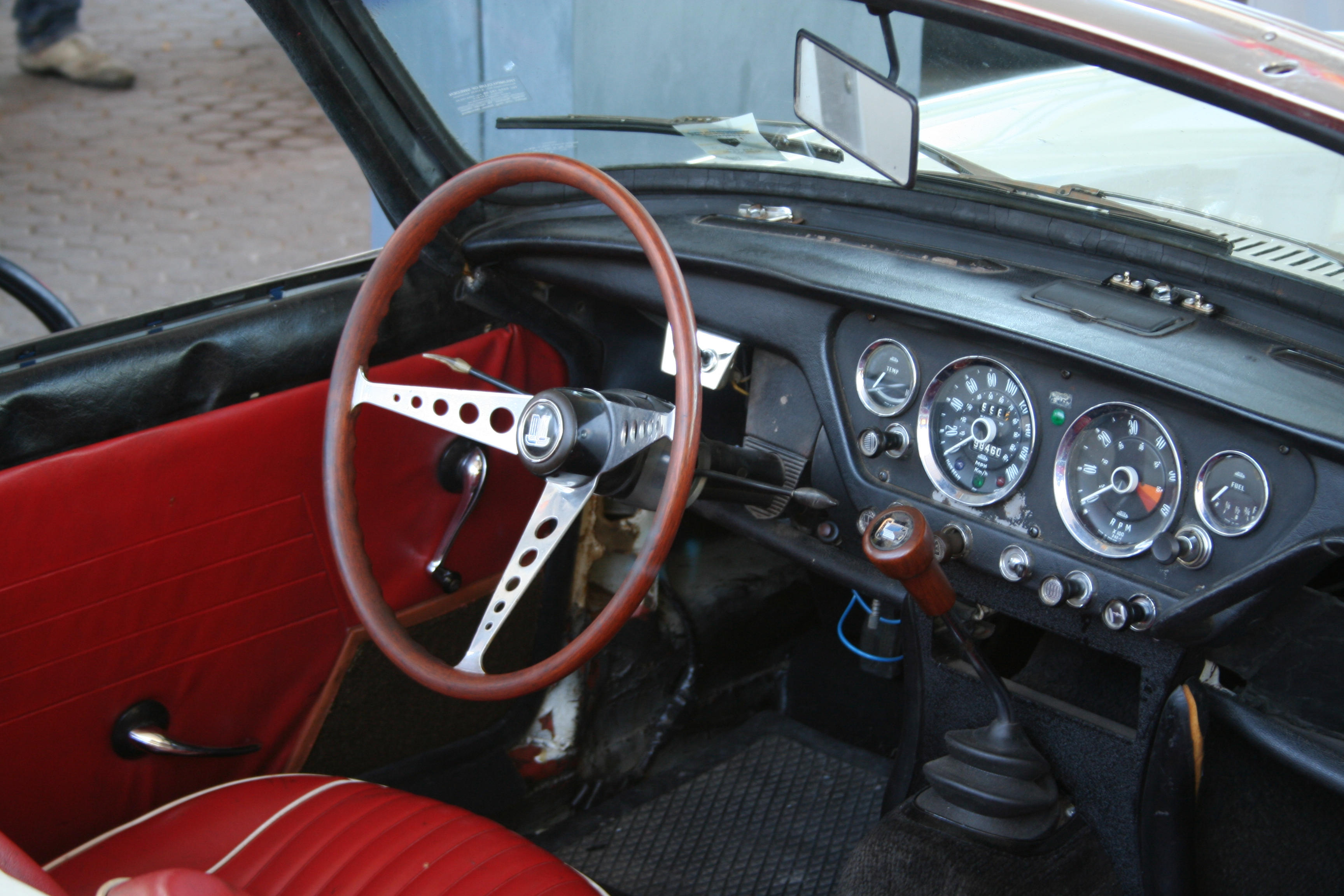
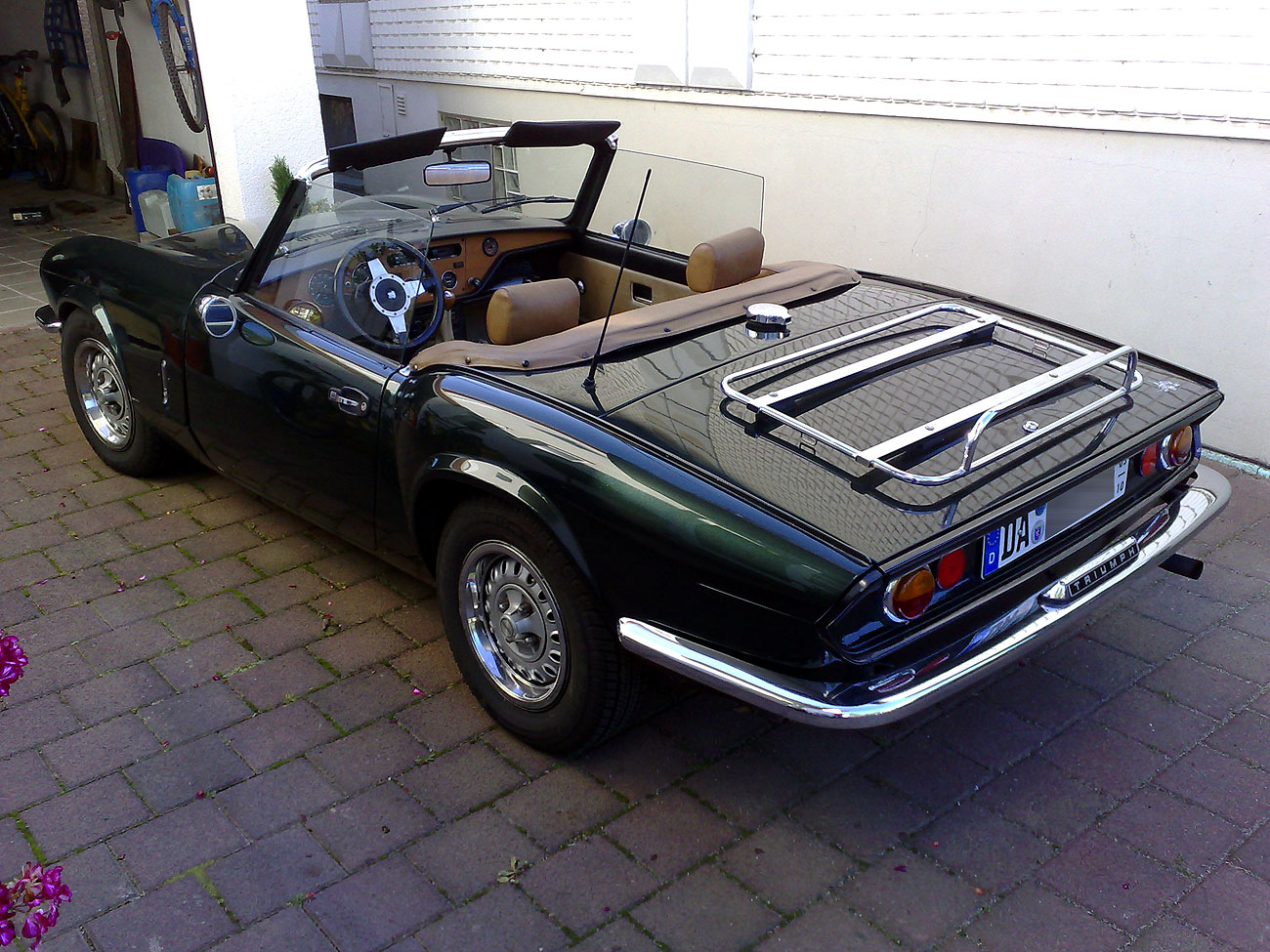
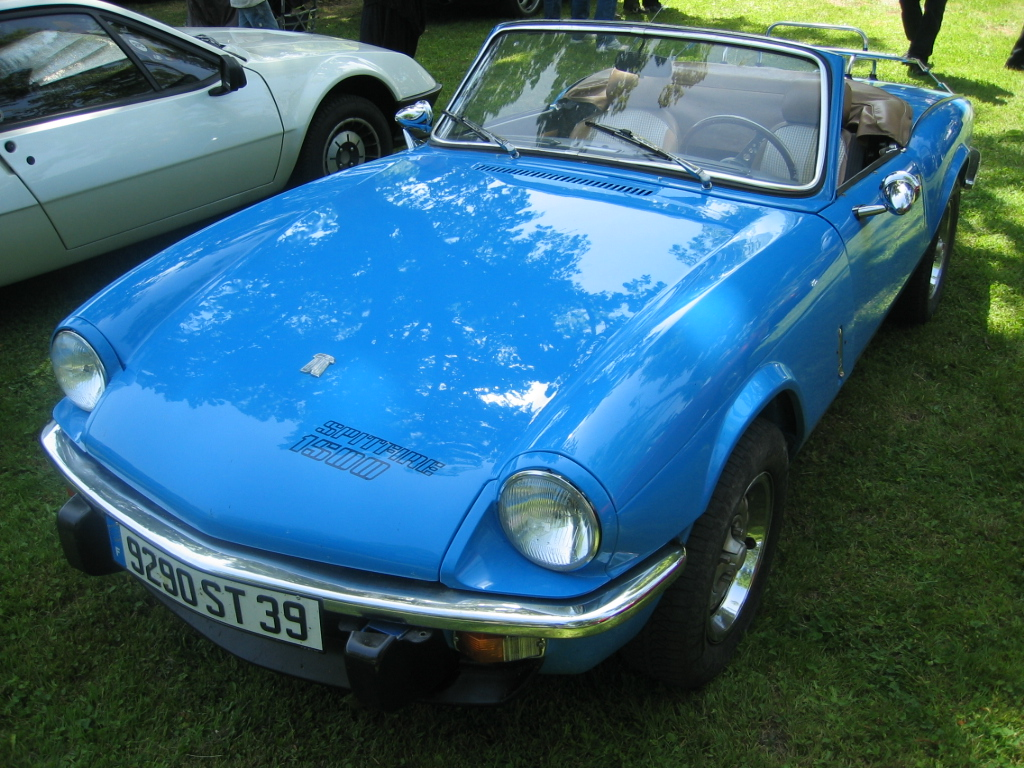
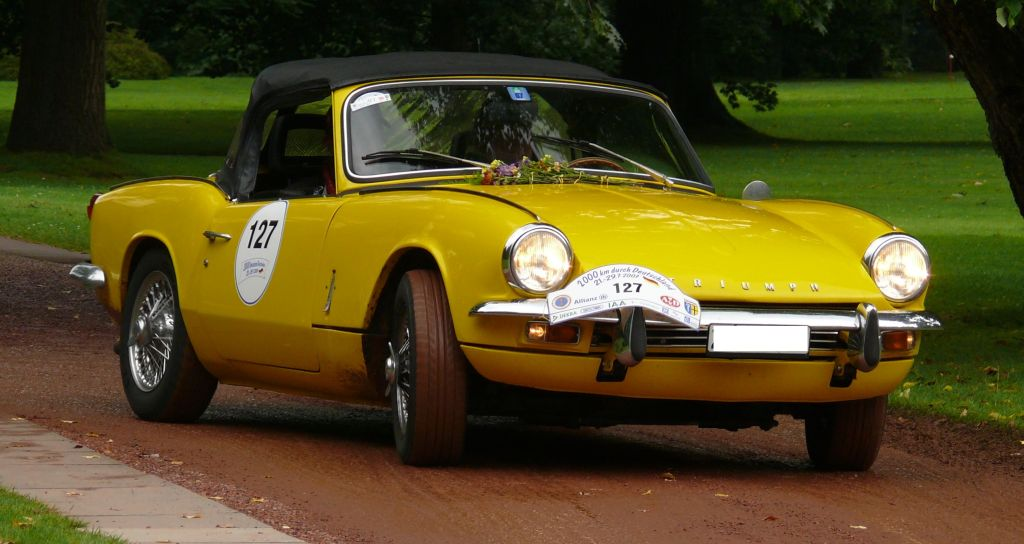
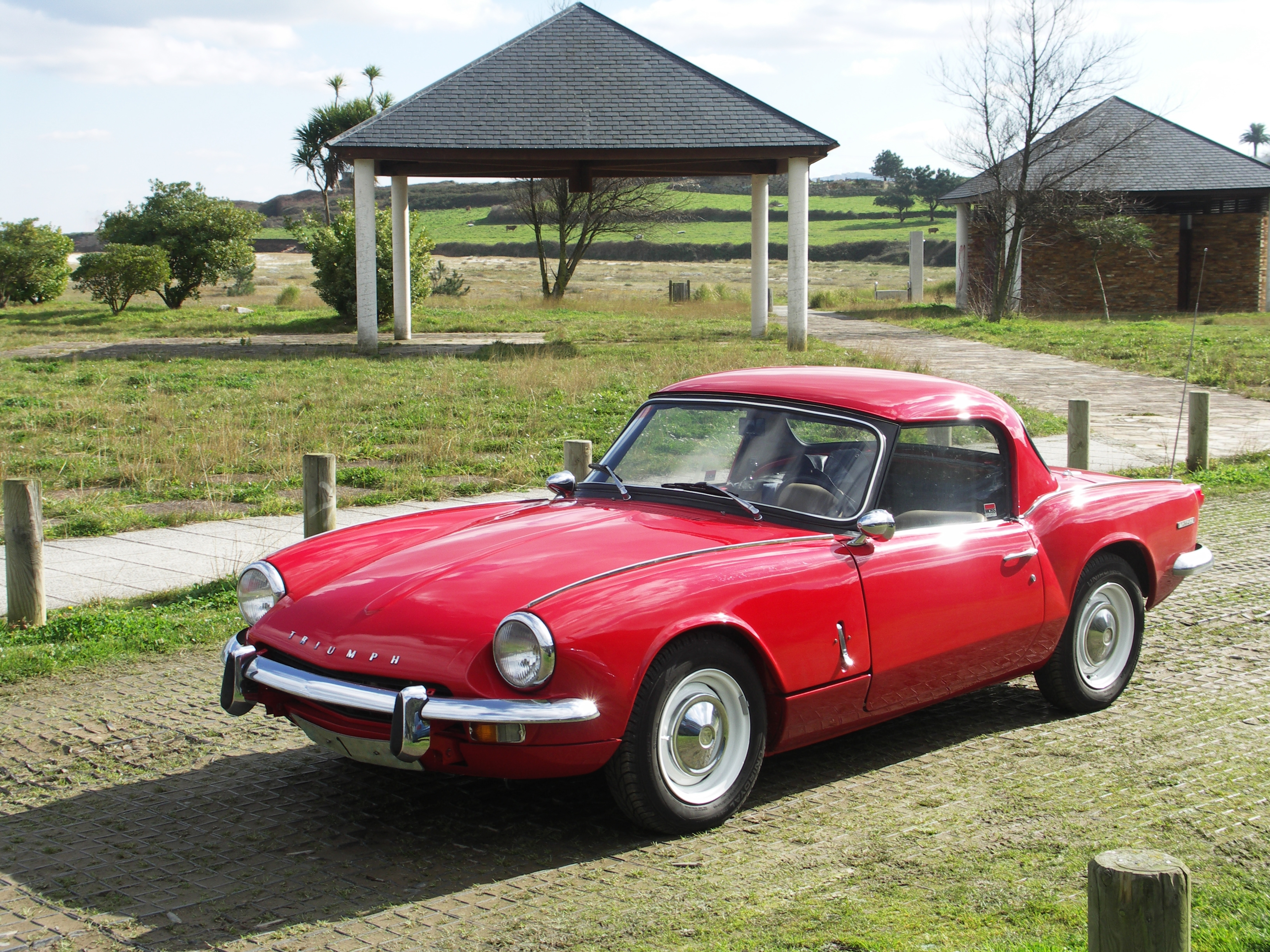
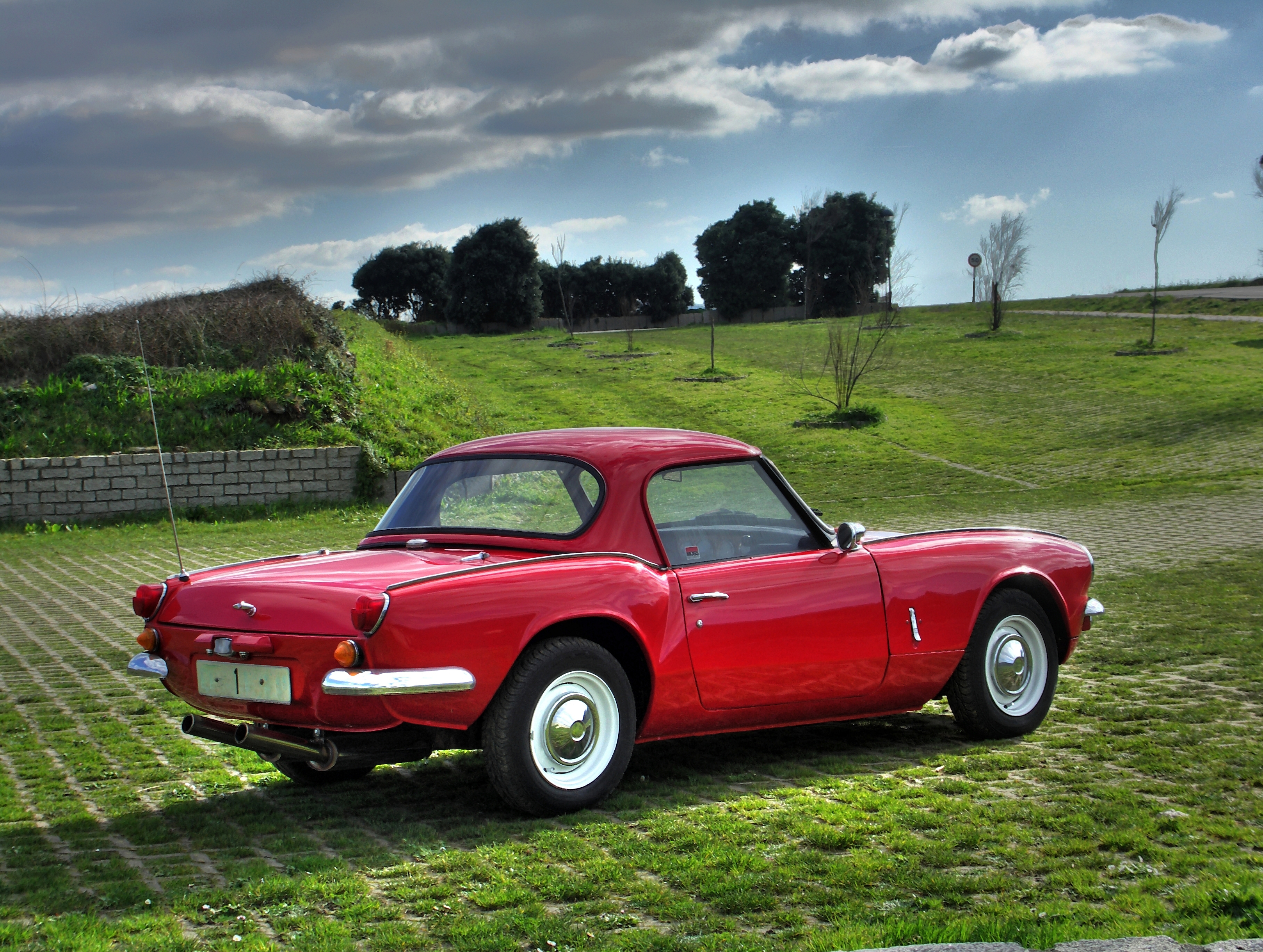
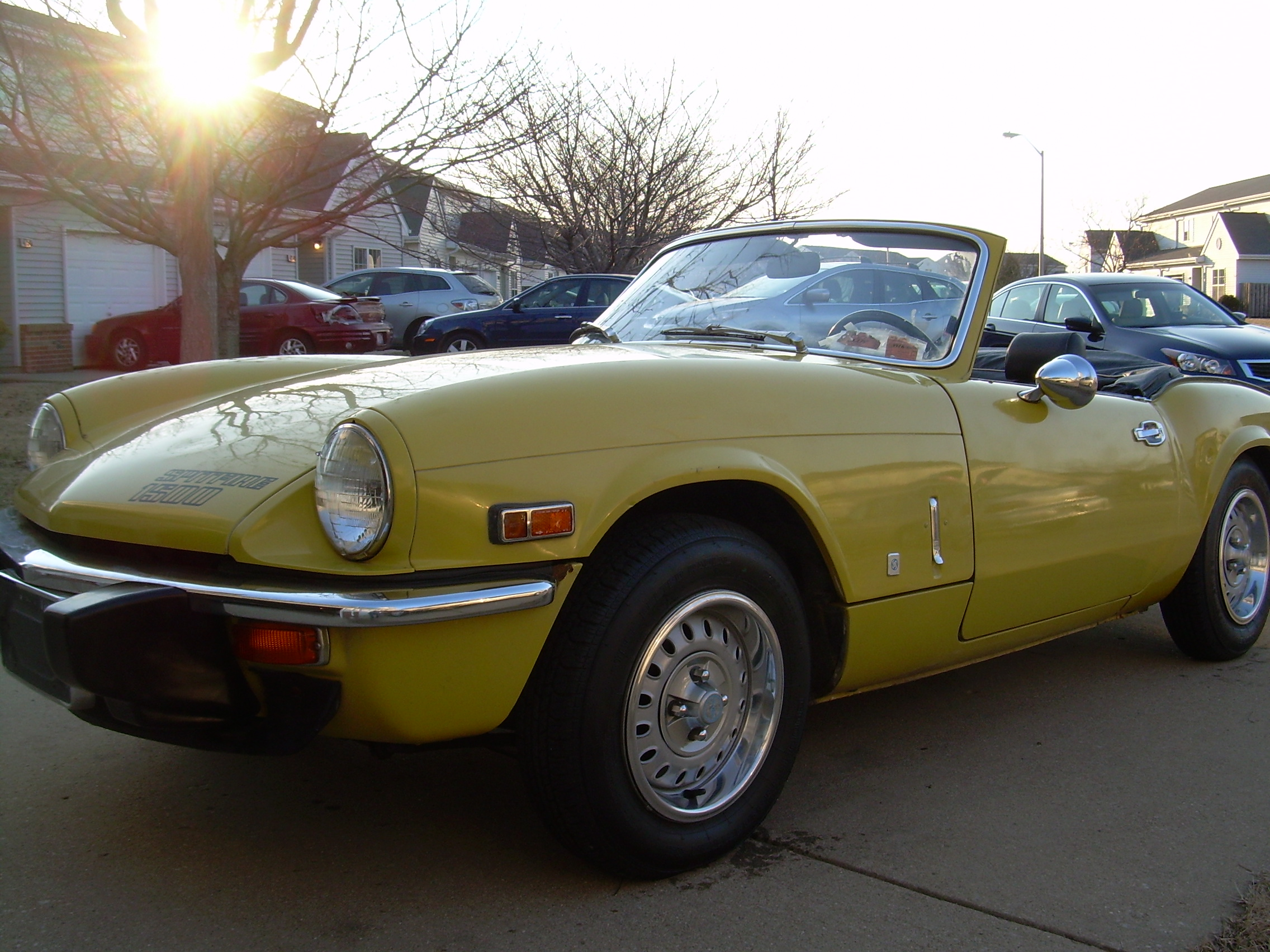
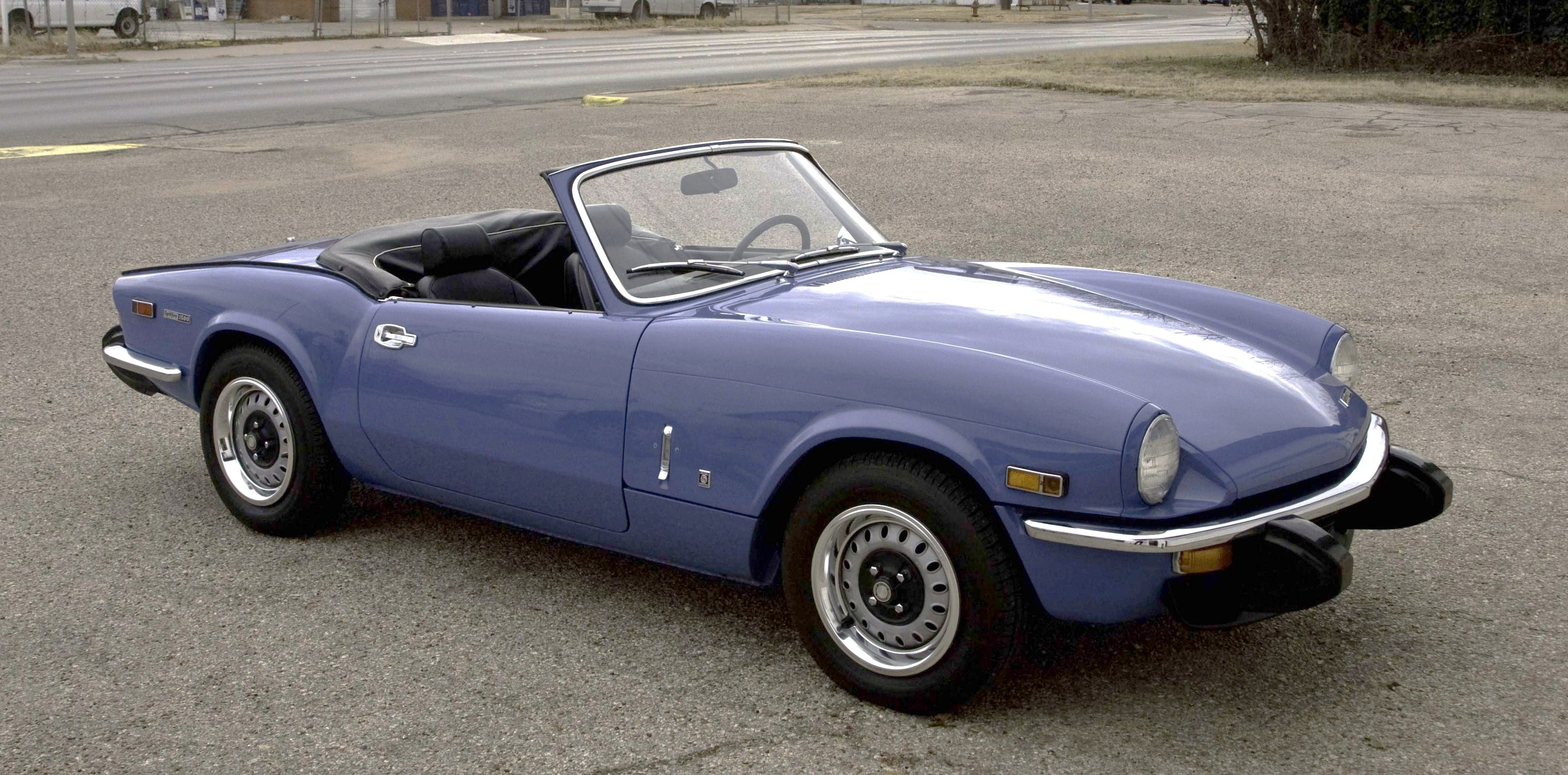